# 阿木乌苏浑迪
阿木乌苏浑迪，是位于中华人民共和国内蒙古自治区锡林郭勒盟苏尼特左旗西部的一条干河，上游也称嘎顺乃高勒或嘎顺音郭勒，发源于赛罕高毕苏木巴彦敖包东山顶，蜿蜒向北流，经满都拉图镇萨如拉塔拉嘎查，于白哈仁贵音额博勒者（白哈润归沃博勒卓）折向西北，于夏日塔拉以西汇入准达来诺尔。河长88.2千米，集水面积2572.67平方千米，河道平均比降1.72‰。流域内植被稀疏，为荒漠草原，畜牧业区域。全河均为干河，平时无水，汛期山洪时，有水汇入下游较小湖泊。全河无大支流汇入。